# Leptosphaeria dryadis
Leptosphaeria dryadis är en svampart som beskrevs av Rostr. 1903. Leptosphaeria dryadis ingår i släktet Leptosphaeria och familjen Leptosphaeriaceae.   Inga underarter finns listade i Catalogue of Life.